# Пётр Великий (пароход, 1834)
«Пётр Великий» — пароход Черноморского флота Российской империи, а затем РОПиТ, участник Крымской войны.

## Описание парохода
Пароход с деревянным корпусом водоизмещением 270 тонн, длина парохода по сведениям из различных источников составляла 39—39,6 метров, ширина — 6,2—6,3 метра, а осадка — 2,44—2,5 метра. На пароходе были установлены две одноцилиндровые паровых машины производства «Seaward and Capel» общей мощностью 100 номинальных л. с. и два железных паровых котла. При этом первоначально пароход заказывался с машинами мощностью 80 л. с., однако на проведённых испытаниях оказалось, что реальная номинальная мощность машин составляет 100 л. с.
Артиллерийское вооружение парохода в разное время составляли от 2 до 8 орудий, так во время Крымской войны он был вооружён двумя 3-фунтовые чугунные пушки, четырьмя 18-фунтовыми карронады и двумя 3/4-фунтовые медные пушки.
Пароход был рассчитан на перевозку 40 пассажиров, в трёх классах. Для пассажиров 1-го класса были доступны каюты и кают-компания, для 2-го класса — только каюты, а пассажиров 3-го класса размещали на баке парохода.
Конструкция парохода «Петр Великий» оказалась достаточно удачной, после его осмотра в Одессе новороссийским генерал-губернатором М. С. Воронцовым и вице-адмиралом М. П. Лазаревым, был ими определён «отличной конструкции, скорым на ходу, прекрасным во всех частях отделки», при этом по мнению вице-адмирала был «заслуживающим быть принятым за образец для черноморских казенных пароходов». В российской прессе также отмечалось, что «изящное устройство и отделка сего парохода была предметом похвалы многих английских журналов».
Пароход принадлежал Новороссийской экспедиции и, как и все пароходы экспедиции, выходил в плавания под командованием офицеров Черноморского флота и с военными командами на борту, однако нёс пакетботный флаг. Первоначально с апреля 1846 года под этим флагом ходили пароходы «Андия», «Дарго», «Бердянск», «Таганрог» и «Пётр Великий», а с ноября того же года он был распространен на все «казенные почтовые пароходы».

## История
Постройка парохода «Пётр Великий» была заказана новороссийским и бессарабским генерал-губернатором М. С. Воронцовым в Великобритании в начале 1834 года при посредничестве торгового дома «Штиглиц и К°». По проекту пароход был рассчитан на сорок пассажиров и предназначался для регулярных рейсов из Одессы в порты Крыма и из Керчи в Таганрог. Пароход был заложен британской компанией «„Wallis“ Black wall» в Лондоне 26 мая (7 июня) 1834 года, спущен на воду 7 (19) августа 1834 года и в 29 октября того же года прибыл из Великобритании в Одессу. По прибытии в Россию пароход был передан в состав Новороссийской экспедиции. Стоимость постройки парохода составила 279 547 рублей, эти деньги генерал-губернатор планировал погасить за счет доходов городов Одессы, Таганрога и Керчи, а также за счет «татарского сбора в Таврической губернии».
В июле 1835 года на борту парохода и корвете «Ифигения» совершил плавание к берегам Крыма и Кавказа генерал-губернатор М. С. Воронцов. 9 (21) июля 1835 года в 12:30 пароход с пассажирами и грузами на борту вышел из Одессы и взял курс на Ялту, куда прибыл на следующий день 15:00. Несмотря на противный ветер, во время перехода «Пётр Великий» держал скорость от 5,5 до 8,5 узлов. В Ялте пароход встретился с корветом «Ифигения», на борту которого находился М. С. Воронцов. В тот же день 10 (22) июля в 21:00 пароход взял на буксир корвет и вышел из Ялты в восьмидневное плавание до Поти. В течение плавания большую часть времени корвет находился на буксире у парохода, при этом сам пароход показал хорошие мореходные качества. Во время плавания суда заходили в Феодосию, Керчь, Анапу, Суджук-Кале, Геленджик, Гагру, Пицунду, Сухум-Кале и Редут-Кале. 18 (30) июля в 4:00 пароход и ковет пришли в Поти. В тот же день в 10:00 суда вышли из Поти обратным рейсом в Ялту, по пути зайдя только в Бомборы, и к 19:00 22 июля (3 августа) вернулись в Ялту. При этом корвет остался в Ялте, а «Петр Великий» 23 июля (4 августа) ушёл в Одессу, куда прибыл на следующий день в 15:00. Генерал-губернатор большую часть плавания находился на борту более комфортабельного парусного корвета.
Для парохода это плавание было первым коммерческим плаванием. А. А. Скальковский так описывал это плавание: «Так совершил свое плавание пароход „Петр Великий“, снискавши еще большее уважение потому, что, несмотря на противные ветры, на излишний груз и буксировку … корвета, он без малейшего повреждения прошел в течение 15 суток 1400 миль». Помимо этого по итогу плавания М. С. Воронцов убедился в возможности установления регулярного пароходного сообщения между черноморскими портами.
27 (8) августа «Петр Великий» вышел в свой второй коммерческий рейс из Одессы в порты Крыма с пассажирами и грузами на борту. Таким образом в навигацию этого года пароход начал постоянное грузопассажирское сообщение между Одессой и Керчью, с заходом в Ялту и Феодосию. Параллельно постоянное пароходное сообщение было установлено между Керчью и Таганрогом на пароходе «Наследник», также была попытка установить сообщение с Евпаторией на пароходе отремонтированном «Одесса», однако пароход совершил всего 8 рейсов. Всего за 1835 год пароходы совершили 23 рейса в крымские порты, за время навигации было перевезено 1504 пассажира и около 173 тонн груза. Наибольшее число пассажиров было перевезено «Петром Великим» между Одессой и Ялтой, он же принес наибольший доход, как наиболее комфортабельный и быстроходный пароход, около 50 000 рублей. Опыт навигации этого года также показал, что пароходы с осадкой более 2,5 метров не могут входить в Таганрогский порт и вынуждены оставаться на открытом рейде в 5—8 километрах от порта, а пассажиров и грузы к ним нужно подвозить на судах с меньшей осадкой, поэтому М. С. Воронцовым было принято решение о постройки мелкосидящего парохода, которым впоследствии стал пароход «Митридат».
В навигацию следующего 1836 года пароход вновь был поставлен на постоянное сообщение между Одессой и Керчью, через Ялту и Феодосию. Второй пароход «Наследник» также вновь использовали для постоянного сообщения, но между Одессой и Ялтой, через Евпаторию и Севастополь. Начиная со 2 (14) апреля 1836 года пароходы выходили из Одессы один за другим по четвергам раз в две недели в 12:00. Переход «Петра Великого» до Ялты занимал 22 часа, от Ялты до Феодосии 7 часов и еще 7 часов от Феодосии до Керчи. Стоимость проезда из Одессы до Ялты на «Петре Великом» составляла в первом классе 60 рублей, во втором — 40 рублей, в третьем — 20 рублей, из Одессы до Феодосии: 75, 50 и 25 рублей и из Одессы до Керчи: 90, 60 и 30 рублей соответственно. Всего за навигацию этого года было перевезено на двух пароходах 2356 пассажиров, 1064 тонн грузов и заработано 98 000 рублей.
В кампанию 1837 года оба парохода состояли на тех же грузопассажирских направлениях и перевезли 2363 пассажира, почти 1310 тонн грузов и заработали 92 824 рубля.
В навигацию 1838 года в связи с ремонтом парохода «Наследник» на постоянном сообщении состоял только один «Пётр Великий», который как и в кампании предыдущих двух лет ходил по линии между Одессой и Керчью, заходя в Ялту и Феодосию.
В 1845 году пароход находился на ремонте и в навигацию этого года на грузопассажирском сообщении его заменял военный пароход «Северная звезда», совершивший десять рейсов между Одессой и Керчью. 
В навигацию 1846 года «в виде опыта» пароход начал совершать постоянные рейсы между Одессой и Галацом. В свой первый рейс в Галац «Петр Великий» вышел из Одессы 25 июня (7 июля) 1846 года, после чего рейсы начали совершаться один раз в 2 недели. Пароход выходил из Одессы, заходил в Сулин, где делал 15 минутную остановку, затем в Измаил и Рени. В Галац пароход приходил ко дню прибытия туда австрийского парохода из Вены, для того, чтобы принять с него пассажиров и грузы и по тому же маршруту вернуться в Одессу. Стоимость проезда из Одессы до Галаца в первом классе составляла 20 рублей, во втором — 15 рублей и и в третьем — 5 рублей. В августе 1848 года рейсы в Галац временно приостанавливались из-за того, что австрийский пароход туда также не приходил. Однако впоследствии они были восстановлены и по состоянию на 1852 год, не смотря на ветхость, пароход всё еще совершал грузопассажирские рейсы по этому маршруту. В связи с расширением торговли в этом районе и появлении новых пароходов с австрийской стороны М. С. Воронцов в 1853 году ходатайствовал о выделении средств на постройку новых пароходов для этой линии, однако в связи с началом Крымской войны ходатайство удовлетворено не было.
Пароход принимал участие в Крымской войне. 8 (20) апреля 1854 года было принято вооружить и включить в состав отряда для защиты Днепровско-Бугского лимана два парохода «Пётр Великий» и «Дарго». Пароходы вооружили двумя 3-фунтовыми пушками и четырьмя 18-фунтовыми карронадами каждый. 22 сентября (4 октября) оба парохода и 5 гребных канонерских лодок принимали участие в отражении атаки на Очаков отряда из четырёх неприятельских паровых судов. После трехчасовой перестрелки пароходы англо-французского отряда, получив повреждения, ушли от Очакова. Пароходы, защищавшие город, повреждений в бою не получили, из оборонявшихся судов получили повреждения только гребные канонерские лодки.
В 1857 году «Пётр Великий» был передан РОПиТу, однако уже сентябре того же года пароход был признан негодным для плавания. По состоянию на 1 (13) января 1858 года пароход находился в одесском порту «без употребления».